# Alexeï Ozerov
Alexeï Iourievitch Ozerov (Алексей Юрьевич Озеров), né le 1er septembre 1957 à Moscou, est un savant russe, spécialiste de volcanologie. Il est membre-correspondant de l'Académie des sciences de Russie depuis 2022 et directeur de l'Institut de volcanologie et de sismologie, depuis 2018.

## Biographie
Alexeï Ozerov naît à Moscou en 1957. Il est diplômé en 1981 de la faculté de géologie de l'université d'État de Moscou, sa spécialité étant l'enquête géologique, la prospection et l'exploration de gisements minéraux. Il travaille ensuite à l'Institut de volcanologie et de sismologie du département de l'Extrême-Orient russe de l'Académie des sciences de l'URSS. Il est collaborateur scientifique junior entre 1981 et 1984 du laboratoire de volcanisme actif; collaborateur scientifique entre 1984 et 1993 de ce même laboratoire, puis collaborateur scientifique senior entre 1993 et 1995. Entre 2005 et 2017, il est directeur scientifique du laboratoire de volcanisme actif et de la dynamique des éruptions. Il est élu directeur de l'Institut de volcanologie et de sismologie en avril 2018.
Alexeï Ozerov soutient sa thèse de candidat au doctorat en 1993, intitulée: Dynamique des éruptions et caractéristiques pétrochimiques des basaltes alumineux du volcan Klioutchevskoï («Динамика извержений и петрохимические особенности глиноземистых базальтов Ключевского вулкана»). Il défend sa thèse de doctorat d'État en 2016, intitulée: Dynamique de l'activité éruptive, évolution des magmas et modèles d'éruptions basaltiques (sur l'exemple du volcan Klioutchevskoï) («Динамика эруптивной деятельности, эволюция магм и модели базальтовых извержений (на примере Ключевского вулкана)»).
En 2020, il était l'invité de l'émission vDoud du journaliste Iouri Doud dans le cadre du film documentaire Kamtchatka: une péninsule oubliée.
Il est élu en 2022 membre-correspondant de l'Académie des sciences de Russie (département sciences de la Terre).
En 2022, il a reçu un certificat d'honneur du Conseil de la fédération de l'Assemblée fédérale de la fédération de Russie.

## Réalisations scientifiques

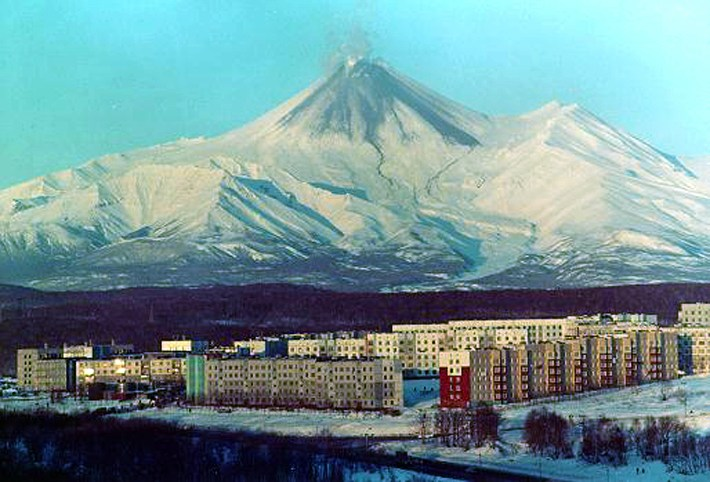
Petropavlovsk-Kamtchatski dominée par l'Avatchinski, l'un des nombreux volcans étudiés par l'Institut de volcanologie et de sismologie.

Il travaille spécialement dans les domaines de la volcanologie, de la pétrologie et de la sismologie.
Il a mené des recherches sur les éruptions des volcans du Kamtchatka, comme le Gorely, le Klioutchevskoï, le Bezymianny, le Karymski, le Chiveloutch, l'Avatchinski.
Il a travaillé sur des volcans de l'Antarctique, de la Nouvelle-Zélande, du Japon, de l'Italie, de l'archipel hawaïen, de l'Amérique du Nord.
Il a dirigé en 1989 la première expédition volcanologique russo-américaine dans le Kamtchatka. Entre 1997 et 1999, c'est l'un des chefs du projet russo-américain de sismologie, comprenant l'Institut de volcanologie de l'Académie des sciences de Russie, le groupe sismologique expérimental et méthodologique du Kamtchatka de la branche extrême-orientale de l'Académie des sciences de Russie (КОМСП РАН), l'université Yale et l'université de Washington (États-Unis). Il est membre effectif de la Société russe de géographie et de la Société minéralogique russe.